# Douce (film, 2011)
Pour les articles homonymes, voir Doux.
Douce est un court métrage français réalisé par Sébastien Bailly et sorti en 2011.

## Synopsis
Aide-soignante dans un hôpital, Douce côtoie des patients qui se trouvent dans un coma profond. Son attention est attirée par un livre posé sur une table de chevet...

## Fiche technique
- Titre : Douce
- Réalisation : Sébastien Bailly
- Scénario : Sébastien Bailly
- Production : Red Star Cinéma
- Photographie : Sylvain Verdet
- Musique : Laurent Levesque
- Montage : Cécile Frey
- Son : Marie-Clotilde Chéry
- Pays d'origine :  France
- Format : couleur
- Durée : 28 minutes
- Date de sortie : 2011
- Visa d'exploitation : 130183 (délivré le 13 octobre 2011)

## Distribution
- Lise Bellynck : Douce
- Sabrina Seyvecou : Patricia
- Antoine Régent : Antoine
- Bruno Clairefond : Bertrand

## Sélections
- 2011 : Festival des films du monde de Montréal
- 2011 : Festival International de Hof
- 2012 : Festival international du court-métrage de Clermont-Ferrand